# ルナ (ロケット)
ルナ8K72（Luna 8K72）はソビエト連邦がルナ計画において1958年9月23日から1960年4月16日にかけて使用したロケット。9機の宇宙探査機の打上げに使用された。この時代の他のロケットと同様、ルナはR-7に上段としてブロックEを追加した派生ロケットである。
ルナ8K72初の打ち上げはルナ1958A探査機であったが、これは発射から92秒後にロケットが爆発し、打上げに失敗した。2度目の打上げはルナ1958B探査機で、これも発射から104秒後に爆発、3度目のルナ1958C探査機も発射から245秒後で爆発した。
初の打上げ成功は1959年1月2日に行われたルナ1号であった。月に衝突させる予定だったが、同月4日に月面から5995kmのところを通過し、太陽周回軌道に入った。
その後1959年9月12日にルナ2号、同年10月4日にルナ3号を打上げ、ルナ2号は月面衝突に初めて成功し、ルナ3号は月の裏側を初めて撮影した。ルナ4号以降の月探査では、ルナロケットの代わりにモルニヤロケットが使用されるようになった。